# Hromades d'Ucraïna

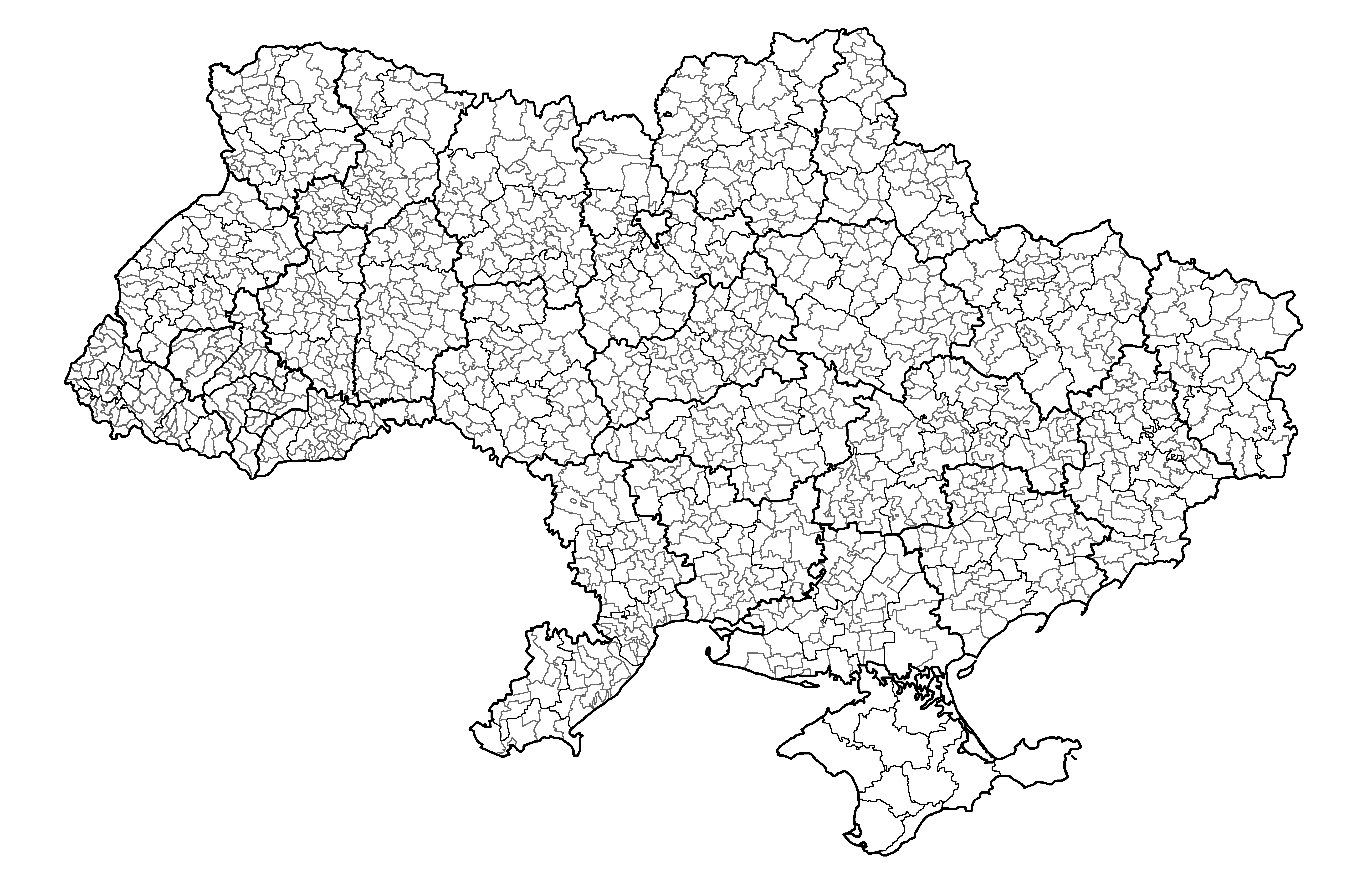
Hromades d'Ucraïna

Una hromada (ucraïnès: територіальна громада, romanitzat: terytoriálna hromáda, lit. 'comunitat territorial') és una unitat bàsica de divisió administrativa a Ucraïna, semblant a un municipi. Fou establerta pel Govern d'Ucraïna el 12 de juny de 2020. Hi ha termes similars a Polònia (gromada) i a Belarús (hramadà). La traducció literal d'aquest terme és "comunitat", similar als termes utilitzats als estats d'Europa occidental, com Alemanya (Gemeinde), França (commune) o Itàlia (comune).

## Història

### Reforma territorial (2015-2020)
Des de la independència d'Ucraïna el 1991, el nivell més baix d'administració territorial ha estat el municipi (громада).
A la dècada de 2010, el govern d'Ucraïna va emprendre una reforma territorial els objectius de la qual eren la descentralització i la millora de la qualitat de les institucions locals. Un dels eixos principals d'aquesta reforma és l'agrupació dels municipis (громада) en entitats administratives més grans per tal de promoure la seva autonomia: assolint una massa crítica, podrien disposar de pressupostos suficients i d'una capacitat més àmplia per exercir les seves competències de manera efectiva.
Els primers intents de reforma van fracassar els anys 2011-2012. La llei del 5 de febrer de 2015 crea les hromades territorials integrades (Об'єднана територіальна громада). Es tracta d'agrupacions de municipis amb caràcter voluntari. En cinc anys s'han creat 1.070 comunitats territorials integrades d'aquesta forma.

### Creació de les hromades territorials (2020)
El 2020, la nova reforma territorial del govern d'Ucraïna converteix la hromada territorial en un nou nivell de comunitats territorials, amb l'objectiu de generalitzar l'autonomia local. Es creen 1.470 hromades.
Les hromades cobreixen tot el territori nacional, amb l'excepció de la República Autònoma de Crimea, que està sota ocupació russa des de l'any 2014. Les hromades unides es transformen en simplement hromades, i s'agrupen els municipis que no en formaven part.
Les hromades formen així el tercer nivell de col·lectivitats territorials, amb els districtes (raions) i les províncies (óblasts). El mateix any també es va reformar el nivell superior dels districtes: el seu nombre va passar de 490 a 136, i part de les seves competències es van transferir a les hromades. El 12 d'agost de 2020, dues hromades es van fusionar i el seu nombre total assoleix les 1.469.